# 밤의 해변에서 혼자
《밤의 해변에서 혼자》는 2017년에 개봉한 대한민국의 영화이다. 제67회 베를린 국제 영화제 금곰상 후보였으며, 주연을 맡은 김민희가 은곰상 여우주연상을 수상했다.

## 줄거리
영희는 한국에서 유부남과의 관계로 인해 스트레스를 받는 한물간 여배우이다. 해변에서 그녀는 그가 자신을 그리워하는 것처럼 그도 자신을 그리워하는지 궁금해한다.

## 캐스팅
- 김민희 : 영희 역
- 정재영 : 명수 역
- 서영화 : 지영 역
- 권해효 : 천우 역
- 송선미 : 준희 역
- 문성근 : 상원 역
- 안재홍 : 승희 역
- 박예주 : 도희 역
- 공민정 : 마리 역
- 안선영 : 선희 역
- 신선 : 주효 역
- 강태우 : 성우 역
- 마크 페란슨 : 폴 역
- 베티나 슈타인브뤼게 : 릴리안 역
- 박홍열 : 검은 옷 남자 역
- 칼 페더 : 책방 주인 역
- 브리짓 스케라 : 문 여는 여자 역